# Niederbardenberg
Niederbardenberg is een plaats in de Duitse gemeente Herzogenrath, deelstaat Noordrijn-Westfalen.
Herzogenrath · Kohlscheid · Merkstein · Niederbardenberg · Noppenberg · Straß

Stedenregio Aken · Regierungsbezirk Keulen · Noordrijn-Westfalen